# أسماء بنت شهاب
 أسماء بنت شهاب الصليحي  (? ـ 1097) كانت ملكة اليمن وزوجة علي بن محمد الصليحي مؤسس الدولة الصليحية. لا توجد معلومات عن موعد ولادتها ومسقط رأسها ولكنها ابنة عم زوجها الملك علي بن محمد الصليحي وهو من منطقة حراز من قبيلة حاشد. كانت من عائلة ثرية وزوجها لم يكن فغالى والدها في مهرها فحاول علي بن محمد الصليحي الاستدانة من بني معن حكام عدن آنذاك ليدفع مهرها ولكنه توجه إلى زبيد أولاً ودخل أحد المساجد، فرآه رجل من تهامة فأراد إكرامه وضيافته فرفض الصليحي لأسبابه الخاصة إلا أن الرجل أصر على ضيافته إلى أن وافق علي بن محمد. وقص عليه سبب نزوله تهامة قائلا :
 فلما سمع الرجل قصته دفع له ضعف ماحتاج وعاد إلى حراز وتزوج إبنه عمه أسماء. حكمت اليمن مع زوجها وكان اسمها يذكر في خطب الجمعة. وعقب مقتل زوجها، كان ابنها المكرم أحمد بن علي الصليحي يأخذ أوامره منها مباشرة ولكنه لم يستمر في الحكم طويلاً لإصابته بشلل العصب الوجهي فكانت من اختار زوجته أروى بنت أحمد الصليحي لحكم الدولة الصليحية كانت لا تغطي وجهها عند ظهورها إلى العلن وهي من ربى الملكة أروى بنت أحمد وظلت تقدم لها النصائح ولابنها حتى وفاتها في جبلة عام 1097.